# Mexentypesa
Genre
Mexentypesa est un genre d'araignées mygalomorphes de la famille des Nemesiidae.

## Distribution
Les espèces de ce genre sont endémiques du Mexique.

## Liste des espèces
Selon World Spider Catalog (version 25.0, 26/05/2024) :
- Mexentypesa chiapas Raven, 1987
- Mexentypesa hidalguensis Salinas-Velasco, Valdez-Mondragón & Bueno-Villegas, 2024

## Systématique et taxinomie
Ce genre a été décrit par Raven en 1987 dans les Nemesiidae.

## Publication originale
(mai 2024).
- Raven, 1987 : « A new mygalomorph spider genus from Mexico (Nemesiinae, Nemesiidae, Arachnida). » The Journal of Arachnology, vol. 14, no 3, p. 357-362 (texte intégral).